# Élections sénatoriales de 2008 dans l'Eure
Les élections sénatoriales dans l'Eure ont eu lieu le dimanche 21 septembre 2008. Elles ont eu pour but d'élire les sénateurs représentant le département au Sénat pour un mandat de six années.

## Contexte départemental
Lors des élections sénatoriales du 27 septembre 1998 dans l'Eure, trois sénateurs ont été élus, un RPR et deux UDF.
Depuis, tous les effectifs du collège électoral des grands électeurs ont été renouvelés, avec les élections législatives françaises de 2007, les élections régionales françaises de 2004, les élections cantonales de 2004 et 2008 et les élections municipales françaises de 2008.

## Rappel des résultats de 1998
| Candidat et parti politique | Candidat et parti politique | Candidat et parti politique | Premier tour | Premier tour | Second tour | Second tour |
| Candidat et parti politique | Candidat et parti politique | Candidat et parti politique | Voix         | %            | Voix        | %           |
| --------------------------- | --------------------------- | --------------------------- | ------------ | ------------ | ----------- | ----------- |
|                             | Joël Bourdin                | UDF                         | 976          | 61,04        |             |             |
|                             | Jean-Luc Miraux             | RPR                         | 926          | 57,91        |             |             |
|                             | Ladislas Poniatowski        | UDF                         | 663          | 41,46        | 900         | 60,61       |
|                             | Françoise Charpentier       | RPR                         | 468          | 29,27        | Retrait     | Retrait     |
|                             | Pierre Vittori              | PS                          | 332          | 20,76        | 463         | 31,18       |
|                             | Jacques Poletti             | PS                          | 305          | 19,07        | Retrait     | Retrait     |
|                             | Franck Martin               | PRG                         | 285          | 17,82        | Retrait     | Retrait     |
|                             | Andrée Oger                 | PCF                         | 153          | 9,57         | Retrait     | Retrait     |
|                             | Marcel Larmanou             | PCF                         | 152          | 9,51         | Retrait     | Retrait     |
|                             | Gaëtan Lévitre              | PCF                         | 133          | 8,32         | Retrait     | Retrait     |
|                             | Yves Dupont                 | FN                          | 93           | 5,82         | 67          | 4,51        |
|                             | Pascal Labbé                | Verts                       | 57           | 3,56         | 39          | 2,63        |
|                             | Patrick Delattre            | MDC                         | 22           | 1,38         | Retrait     | Retrait     |
|                             | Gérard Pizel                | DVD                         | 22           | 1,38         | 12          | 0,81        |
|                             | Daniel Lesouhaitier         | PS                          | 6            | 0,38         | 4           | 0,27        |
|                             |                             |                             |              |              |             |             |
| Inscrits                    | Inscrits                    | Inscrits                    | 1 639        |              | 1 639       |             |
| Abstentions                 | Abstentions                 | Abstentions                 | 32           | 1,95         | 75          | 4,58        |
| Votants                     | Votants                     | Votants                     | 1 607        | 98,05        | 1 564       | 95,42       |
| Blancs et nuls              | Blancs et nuls              | Blancs et nuls              | 8            | 0,50         | 79          | 5,05        |
| Exprimés                    | Exprimés                    | Exprimés                    | 1 599        | 99,50        | 1 485       | 94,95       |

## Sénateurs sortants
| Sénateur | Sénateur             | Parti | Fonctions lors de l'élection en 1998                      |
| -------- | -------------------- | ----- | --------------------------------------------------------- |
|          | Joël Bourdin         | UMP   | Sénateur sortant, conseiller général, maire de Bernay     |
|          | Jean-Luc Miraux      | UMP   | Conseiller général, maire de Pacy-sur-Eure                |
|          | Ladislas Poniatowski | UMP   | Député, conseiller général, maire de Quillebeuf-sur-Seine |

## Présentation des candidats et des suppléants
Les nouveaux représentants sont élus pour une législature de 6 ans au suffrage universel indirect par les 1716 grands électeurs du département. Dans l'Eure, les sénateurs sont élus au scrutin majoritaire à deux tours. Leur nombre reste inchangé, 3 sénateurs sont à élire. Ils sont 11 candidats dans le département, chacun avec un suppléant.
| T/S | Candidats | Candidats                   | Parti | Principale fonction                                                    |
| --- | --------- | --------------------------- | ----- | ---------------------------------------------------------------------- |
| T   |           | Andrée Oger                 | PCF   |                                                                        |
| S   |           | Christian Jutel             | PCF   |                                                                        |
| T   |           | Benoît Fenault              | Verts |                                                                        |
| S   |           | Michèle Dubus               | Verts |                                                                        |
| T   |           | Jacqueline Fihey            | Verts |                                                                        |
| S   |           | Jean-Yves Guyomarch         | Verts |                                                                        |
| T   |           | Guy Pesier                  | Verts |                                                                        |
| S   |           | Jérôme Bourlet de la Vallée | Verts |                                                                        |
| T   |           | Jean-Louis Destans          | PS    | Président du conseil général, premier adjoint au maire de Pont-Audemer |
| S   |           | Anne Mansouret              | PS    |                                                                        |
| T   |           | Daniel Leho                 | PS    |                                                                        |
| S   |           | Laure Dahel                 | PS    |                                                                        |
| T   |           | Franck Martin               | PRG   | Maire de Louviers                                                      |
| S   |           | Claude Behar                | PRG   |                                                                        |
| T   |           | Hervé Maurey                | NC    | Conseiller général, maire de Bernay                                    |
| S   |           | Michel Jouyet               | UMP   | Maire d'Écos                                                           |
| T   |           | Joël Bourdin                | UMP   | Sénateur sortant, ancien conseiller général, ancien maire de Bernay    |
| S   |           | Françoise Charpentier       | UMP   | Conseillère générale, maire de Damville                                |
| T   |           | Ladislas Poniatowski        | UMP   | Sénateur sortant, conseiller général, maire de Quillebeuf-sur-Seine    |
| S   |           | Jean-Paul Legendre          | UMP   | Conseiller général, maire d'Iville                                     |
| T   |           | Bernard Touchagues          | FN    |                                                                        |
| S   |           | Marie-Agnès Touchagues      | FN    |                                                                        |

## Résultats
|                | Joël Bourdin         | UMP            | 976   | 58,48  |  |  |
|                | Ladislas Poniatowski | UMP            | 957   | 57,34  |  |  |
|                | Hervé Maurey         | NC             | 906   | 54,28  |  |  |
|                | Jean-Louis Destans   | PS             | 699   | 41,88  |  |  |
|                | Daniel Leho          | PS             | 335   | 20,07  |  |  |
|                | Andrée Oger          | PCF            | 320   | 19,17  |  |  |
|                | Franck Martin        | PRG            | 168   | 10,07  |  |  |
|                | Jacqueline Fihey     | Verts          | 46    | 2,76   |  |  |
|                | Guy Pesier           | Verts          | 36    | 2,16   |  |  |
|                | Benoît Fenault       | Verts          | 23    | 1,38   |  |  |
|                | Bernard Touchagues   | FN             | 12    | 0,72   |  |  |
|                |                      |                |       |        |  |  |
| Inscrits       | Inscrits             | Inscrits       | 1 716 | 100,00 |  |  |
| Abstentions    | Abstentions          | Abstentions    | 15    | 0,87   |  |  |
| Votants        | Votants              | Votants        | 1 701 | 99,13  |  |  |
| Blancs et nuls | Blancs et nuls       | Blancs et nuls | 32    | 1,88   |  |  |
| Exprimés       | Exprimés             | Exprimés       | 1 669 | 98,12  |  |  |